# Luděk Bohman
Luděk Bohman (né le 2 décembre 1946 à Nymburk) est un athlète tchèque qui représentait la Tchécoslovaquie, spécialiste du sprint.
Il détient à l'heure actuelle le record du relais du 4 × 100 m en 38 s 82 aux Jeux olympiques de Munich en 1972, il a été champion d'Europe sur cette même épreuve en 1971.